# 悪たれ巨人
『悪たれ巨人』（あくたれジャイアンツ）は、高橋よしひろ、東京読売巨人軍協力による日本の少年野球漫画。『週刊少年ジャンプ』（集英社）において、1976年5・6合併号から1980年9号まで連載された。コミックスはジャンプ・コミックスから全22巻。
連載当時、高橋は『月刊少年ジャンプ』にも『白い戦士ヤマト』を同時連載している。
一時期人気が低迷したが、車田正美から「敵を味方に引き込めば良い」とのアドバイスを受け、主人公とライバルを同じチームにしたところ、人気が続くようになった。
作中には長嶋茂雄や王貞治をはじめとして、連載当時に読売ジャイアンツに所属していた選手たちが実名で多数登場する。

## あらすじ
下町の草野球球団「新町ヤングジャイアンツ」（ヤング巨人）の選手の村瀬明は剛速球を投げるが、コントロールは「ノーコンと呼んではノーコンピッチャーに失礼」とまで揶揄される始末で、補欠に甘んじていた。そんなある日、明は強豪チーム「川崎ホエールズ」のエース平松誠と出会い、ライバルとして闘志を燃やす。平松へのライバル心から特訓で投球するに十分なコントロールを身に着けた明は、その類まれな身体能力もあってチームのエースとなる。明の投球はあまりにも速すぎてチームの正捕手でも捕球の際に手を痛めるほどのものであったが、明の親友で野球下手だったカボが練習の末に捕球できるようになり、明とバッテリーを組むようになる。
ヤング巨人の監督・平直政は、村瀬と平松の出会いがきっかけとなり、川崎の監督が幼少期より過酷な特訓を課した末、巨人に投手として入団させたものの、故障で引退した後失踪していた実子・直樹であることを知る。
そんな折、多摩川少年野球大会が開催され、ヤング巨人も大会に出場。明の快投やメンバーの頑張りもあり、ヤング巨人は決勝戦に駒を進め、平松の「川崎ホエールズ」を下して大会優勝を果たす。この時直政は監督を退き、直樹は打者としてヤクルトスワローズで球界に復帰し、再引退後は大洋ジュニアの監督となる。
そこへ、プロ野球球団の読売ジャイアンツが直々に指導する「巨人ジュニア」結成のニュースがもたらされる。明とカボは巨人ジュニアの入団テストに合格。ライバルだった平松も捕手へ転向して、入団してきた。
阪神タイガースをはじめ各プロ野球球団もそれぞれジュニア球団を結成し、巨人ジュニアと対戦することになり、平松は大洋ジュニアに移籍して投手に復帰するが、観客が投げたガラス瓶が肩に当たり、複雑骨折するアクシデントに見舞われる。
ジュニア球団による関東リーグを巨人ジュニアは制覇し、阪神ジュニアとジュニア日本シリーズを戦う。
その5年後、巨人対阪神戦の終盤。阪神の打者をあと1人打ちとれば巨人の勝ちというシーンで巨人軍監督の長嶋茂雄はピッチャー交替を告げる。一軍へ上がったばかりの18歳のルーキー、背番号3を付けた村瀬明だった。阪神監督のドン・ブレイザーも代打を告げる。背番号51を付けた選手はかつて阪神ジュニアで主将を務めていた世良だった。

## 登場人物

### 新町ヤングジャイアンツ
多摩川沿いの下町にある少年野球チーム。連載開始当初はチーム名が決まっていなかったが、大会参加を機に名前が決定され、ユニフォームには本物の巨人と同じロゴと帽子にYGマークがあしらわれる。大会参加は初めてだったが、明の成長とともに並み居る強豪との接戦をものにしながらチーム力が上がり、ついには決勝戦で前年優勝の川崎ホエールズを破って優勝を果たす。
村瀬明（むらせ あきら）
主人公。多摩川沿いに住む小学5年生。実家は魚屋で、両親と弟と暮らしている。暇さえあれば毎日でも巨人軍多摩川グラウンドに巨人の練習を見学に行くほどの巨人ファン。
地肩が非常に強く、その右腕から投じられる剛速球は中学生でも打てないほど。一方でコントロールが全くなかったために連載開始時点では補欠だったが、平松との出会いをきっかけに数度の特訓を経て実戦に耐えうるだけのコントロールを身に着け、チームのエースになる。また肩だけではなく走力やパワーも小学生を凌駕するものを持っており、ピッチャーとしてと同時にスラッガーとしても才能を伸ばしていく。監督の平直政いわく『まるで野球をやるために生まれてきたようなヤツ』。まっすぐな性格で小細工や汚い真似を好まないため、作中でクイックモーションを使ったことはあるが、直球以外の球種は習得していない。
カボ
明の同級生。カボはあだ名である。物語開始当初は明とともに補欠で、野球は好きだが実力が全く伴っていなかった。しかし明が自分と同じ補欠という境遇から正選手として成長するのを目の当たりにして自分もと発奮し、明の剛速球を捕球するためにキャッチャーとしての特訓を開始。自身の努力と偶然出会った吉田孝司の助言や手助けもあって実力を伸ばし、大会1回戦のインベーダーズ戦の途中からキャッチャーに入り、以降は明の女房役となる。
明とは異なり身体的な才能やセンスは全く持っていないが、自身もそれを自覚してコツコツと努力しており、また対戦相手のデータを集めるなどして陰からチームの躍進を支える。